# Нетто, Ойген
О́йген Не́тто (в некоторых источниках: Эуген Нетто, нем. Eugen Netto, 1848—1919) — немецкий математик. Работы по общей алгебре, комбинаторике, вариационному исчислению, рядам Фурье, синтетической  геометрии. Один из ранних основоположников теории групп, в том числе  дал новое доказательство теорем Силова, опубликовал учебники по теории групп и комбинаторике. Ввёл в науку общепризнанное обозначение {\displaystyle A_{n}^{k}}для числа размещений (1904 год). В 1879 году представил (неполное, как выяснилось) доказательство, что рассмотренное Георгом Кантором взаимно-однозначное отображение единичного отрезка на единичный квадрат не может быть непрерывным.

## Биография
В 1866—1872 годах учился в Берлинском университете у Кронекера, Вейерштрасса, Куммера. В 1870 году под руководством Вейерштрасса защитил диссертацию.
С 1879 по 1882 годы — доцент Страсбургского университета, затем он вернулся в Берлинский университет адъюнкт-профессором. С 1888 по 1913 годы — профессор Гисенского университета. В 1913 году вышел в отставку, умер шесть лет спустя.

## Основные труды
- Substitutionentheorie und ihre Anwendung auf die Algebra. Teubner 1882.
- Theory of Substitutions and Its Applications to Algebra. Ann Arbor, Mich. 1892.[3]
- Die Determinanten. Архивная копия от 1 января 2016 на Wayback Machine Teubner, 1910.[4]
- Die Determinanten. Teubner, 2nd edition 1925.
- Lehrbuch der Combinatorik. Teubner, 1901, 2nd edition 1927.
- Elementare Algebra. Архивная копия от 2 апреля 2015 на Wayback Machine Teubner 1904.[5]
- Gruppen- und Substitutionentheorie. Leipzig, Göschen, 1908.[6]
- Vorlesungen über Algebra. Erster Band.  Teubner, 1896.
- Vorlesungen über Algebra. Zweiter Band. Teubner, 1900.
- Netto: Kombinatorik. (недоступная ссылка) Enzyklopädie der Mathematischen Wissenschaften, Bd.1, 1898.
- Netto: Rationale Funktionen einer Veränderlichen; ihre Nullstellen. (недоступная ссылка) Enzyklopädie Math.Wiss., Bd.1, 1899.
- Netto: Rationale Funktionen mehrerer Veränderlichen. (недоступная ссылка) Enzyklopädie Mathem.Wiss., Bd.1, 1899.

### Русские переводы
- Нетто Е. Начала теории определителей Архивная копия от 8 мая 2016 на Wayback Machine. Одесса, 1912,  VIII+156 стр.